# Fåglarna (pjäs)
Fåglarna (grekiska  Ὄρνιθες Ornithes) är en grekisk satirisk pjäs, skriven av Aristofanes, uppförd första gången 414 f.Kr. Pjäsen skildrar en stat av fåglar uppe bland molnen som kallas  nephelokokkygia ("molnfågelborg") och är en satir över atenarnas politiska lättrogenhet och benägenhet att inlåta sig i vidlyftiga och äventyrliga företag.